# Ängsbandbi
Ängsbandbi (Seladonia tumulorum) är en biart som först beskrevs av Carl von Linné 1758. Det ingår i familjen vägbin (Halictidae) och släktet Seladonia (tidigare fördes den till släktet bandbin). Inga underarter finns listade.

## Beskrivning
Ett slankt bi med metalliskt grönt huvud och mellankropp. Antennerna är helmörka hos honan, mörka med större delen av undersidan gul hos hanen. Hanen har även blekgula käkar och överläpp. Benen är mörka, men hos hanen med gula fält. Tergiternas bakkanter har som vanligt hos bandbin vita hårband, även om behåringen hos hanen är mer otydlig. Honan blir 6 till 8 mm lång, hanen 7 till 8 mm.

## Ekologi
Ängsbandbiet är generalist både vad gäller födokällor (den hämtar näring från 14 olika växtfamiljer) och habitat, där den kan förekomma både i skog och öppna marker. Den tycks emellertid vara vanligast i öppna landskap på sand- eller kalkjordar, och kan även förekomma i samhällen.
Övervintrande honor kommer fram i april, hanarna syns från juli.

### Fortplantning
Arten anses vara primitivt eusocialt: Den övervintrande honan gräver på våren ut ett bo i form av en 5 till 20 cm lång tunnel, där de 6 till 9 horisontella larvcellerna inrättas i direkt anslutning till gången, utan några förbindelsegångar. När boet är klart och honan börjat få avkomma, utgörs den första kullen främst av honor, som visserligen kan para sig, men inte får någon avkomma. De fungerar i stället som arbetare i boet. Endast 2 till 3 av individerna i kullen är hanar. I den andra kullen produceras både hanar och fertila honor. De senare övervintrar efter de parat sig. Arten är långlivad för att vara ett bi; det förekommer att drottningarna övervintrar två gånger. Boparasit är mellanblodbi, vars hona lägger sitt ägg i ängsbandbiets larvcell efter det hon ätit upp värdägget eller dödat värdlarven, så att hennes egen larv ostört kan leva av den insamlade maten.

## Utbredning
Arten finns i Palearktis. För de olika underarternas utbredning, se nedan under "Underarter".
I Sverige finns arten i Götaland och Svealand, samt mera spritt längs Norrlandskusten, med fynd ända upp till Överkalix. I Finland förekommer den främst i södra och mellersta delarna av landet, även om fynd har gjorts ända upp i Lappland.

## Taxonomi
Arten överfördes från släktet Halictus till Seladonia efter forskningsrapporter från Pauly et al. 2015 och Rasmont et al. 2017. Ändringen har dock inte slagit igenom överallt. I den här artikeln används emellertid det nya namnet.

### Underarter
Arten har fyra underarter: 
- Seladonia tumulorum tumulorum, nominatunderarten, som finns i Europa från Brittiska öarna till Ural i öster, samt från Pyreneerna, Alperna och Grekland i söder till 67°N i Norden i norr.
- Seladonia tumulorum kyrnos, som bara finns i Korsikas berg,
- Seladonia tumulorum oros, som bara finns i bergen i Grekland, och
- Seladonia tumulorum higashi, som förekommer i Kina, Nordkorea, Ryssland (södra Sachalin, kring Ussurifloden och i Primorje kraj) samt i Japan (Hokkaido och norra Honshu).[2]

## Bildgalleri

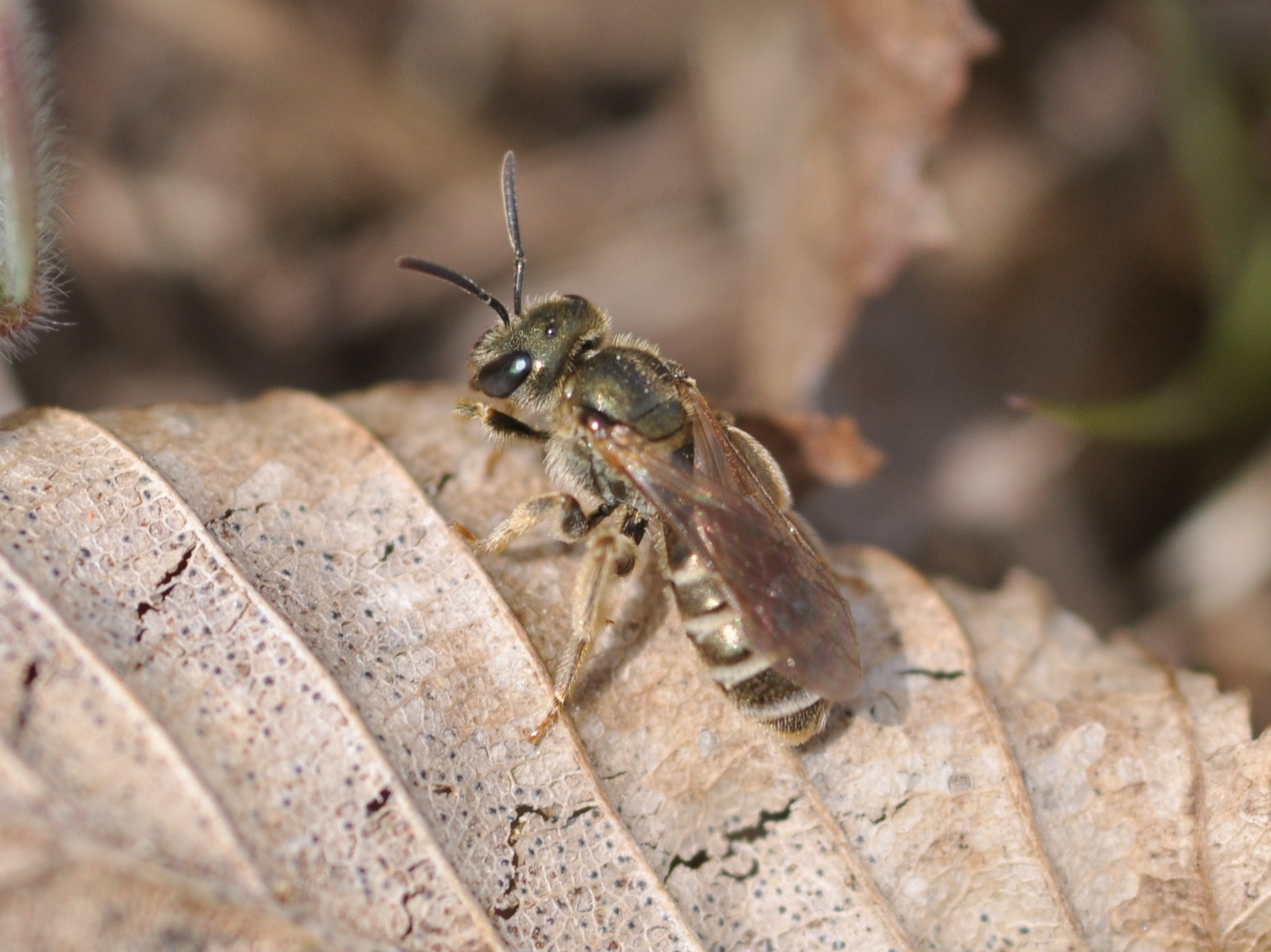
Hona.
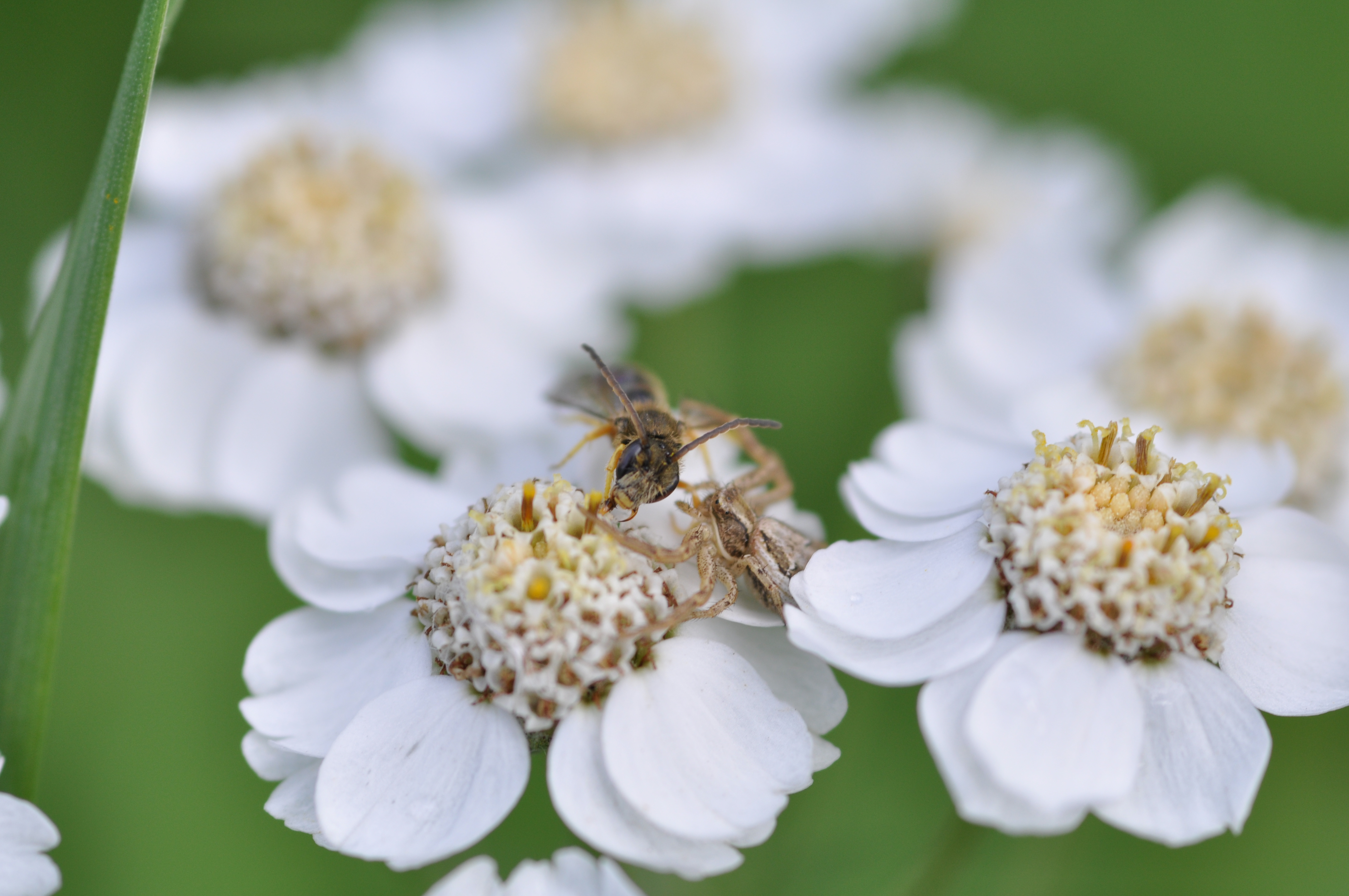
Hane som har fångats av en fältkrabbspindel.